# حرب الذكاء الاصطناعي الباردة
الحرب الباردة للذكاء الاصطناعي تشير إلى التنافس المتصاعد بين الدول الكبرى، خصوصًا الولايات المتحدة وروسيا والصين، على الهيمنة في مجال الذكاء الاصطناعي. ومع تسارع التطورات التقنية، باتت كلتا الدولتين تستثمران بشكل كبير في البحث والتطوير والتطبيقات العسكرية والمدنية لهذه التقنية الثورية، التي تشمل التعلم العميق وتحليل البيانات الضخمة والشبكات العصبية. فالصين على سبيل المثال تهدف إلى أن تصبح رائدة في هذا المجال بحلول عام 2030، بينما تواصل الولايات المتحدة الاستثمار في مواهبها وخبراتها التقنية لضمان موقعها القيادي.
أدى هذا التنافس إلى سباق تسلح تكنولوجي جديد، حيث تعمل كل دولة على تطوير خوارزميات وتقنيات متقدمة للذكاء الاصطناعي بهدف تحسين أنظمتها الدفاعية ومراقبة مواطنيها وتوسيع نطاق نفوذها العالمي. يرى بعض المراقبين أن هذه المنافسة قد تثير مخاطر تتعلق بالخصوصية وأخلاقيات استخدام التقنية، مما يتطلب تنظيمات وسياسات دولية لحماية حقوق الأفراد والمجتمعات من تداعيات هذا السباق التكنولوجي المحتدم.

## أصل المصطلح
ظهر مصطلح "الحرب الباردة للذكاء الاصطناعي" لأول مرة في عام 2018 في مقال نشر بمجلة وايرد بقلم نيكولاس تومسون وإيان بريمير. في هذا المقال، تتبع المؤلفان ظهور سردية الحرب الباردة للذكاء الاصطناعي إلى عام 2017، عندما نشرت الصين خطتها لتطوير الذكاء الاصطناعي، والتي تضمنت إستراتيجية تهدف إلى أن تصبح الرائدة عالميًا في مجال الذكاء الاصطناعي بحلول عام 2030. ورغم اعتراف الكاتبين باستخدام الصين للذكاء الاصطناعي لتعزيز حكمها السلطوي، إلا أنهما يحذران من المخاطر التي قد تواجه الولايات المتحدة إذا اعتمدت إستراتيجية الحرب الباردة في مجال الذكاء الاصطناعي. بدلاً من ذلك، دعا طومسون وبريمر إلى التعاون التكنولوجي بين الولايات المتحدة والصين لتعزيز المعايير العالمية المتعلقة بالخصوصية والاستخدام الأخلاقي للذكاء الاصطناعي.
بعد فترة وجيزة من نشر المقال في مجلة وايرد، أشار وزير الخزانة الأمريكي السابق هنري بولسون إلى ظهور "الستار الحديدي الاقتصادي" بين الولايات المتحدة والصين، مما عزز سردية الحرب الباردة للذكاء الاصطناعي الجديدة.

## أنصار الرواية
ساهمت صحيفة بوليتيكو في تعزيز الرواية التي تصور التنافس في مجال الذكاء الاصطناعي على أنه حرب باردة جديدة. ففي عام 2020، زعمت الصحيفة أن التقدم المتسارع للصين في هذا المجال يستوجب على الولايات المتحدة والدول الديمقراطية الأخرى تشكيل تحالف لحفظ تفوقها.
كما زعم إريك شميت الرئيس التنفيذي السابق لشركة جوجل، بالاشتراك مع غراهام تي أليسون في مقال على بروجيكت سنديكيت، أن القدرات الصينية في الذكاء الاصطناعي تفوق مثيلتها الأمريكية في معظم المجالات الأساسية.
لعب العلماء المهاجرون إلى الولايات المتحدة دورًا محوريًا في تطوير تقنيات الذكاء الاصطناعي فيها، وكثير منهم تلقى تعليمه في الصين، مما أثار مخاوف تتعلق بالأمن القومي وسط التوتر المتزايد في العلاقات بين البلدين. ويُشير الخبراء في مجال السياسات والتكنولوجيا إلى مخاوف بشأن الاستخدامات غير الأخلاقية للذكاء الاصطناعي، والتي ترتبط بشكل رئيسي بالصين. ومن هنا، قد تشكل الأخلاقيات أحد أبرز الفروقات الأيديولوجية في "حرب باردة" محتملة في مجال الذكاء الاصطناعي.
تتعلق مخاوف أخرى بـتعطيل سلاسل الإمداد والأزمة العالمية لنقص أشباه الموصلات، حيث تلعب تايوان دورًا حيويًا في إنتاجها. فـ 70% من أشباه الموصلات إما تُنتج أو تمر عبر تايوان، حيث تتخذ شركة تايوان لصناعة أشباه الموصلات المحدودة، أكبر مصنع للرقائق في العالم مقرها. ولا تعترف جمهورية الصين الشعبية بسيادة تايوان، وقد فرضت الولايات المتحدة قيودًا تجارية على الشركات التي تبيع أشباه الموصلات للصين، مما أدى سابقًا إلى اضطرابات في العلاقات التجارية بين "تي إس إم سي" وشركة هواوي الصينية.

### مراجعة مدى صحة رواية الحرب الباردة للذكاء الاصطناعي

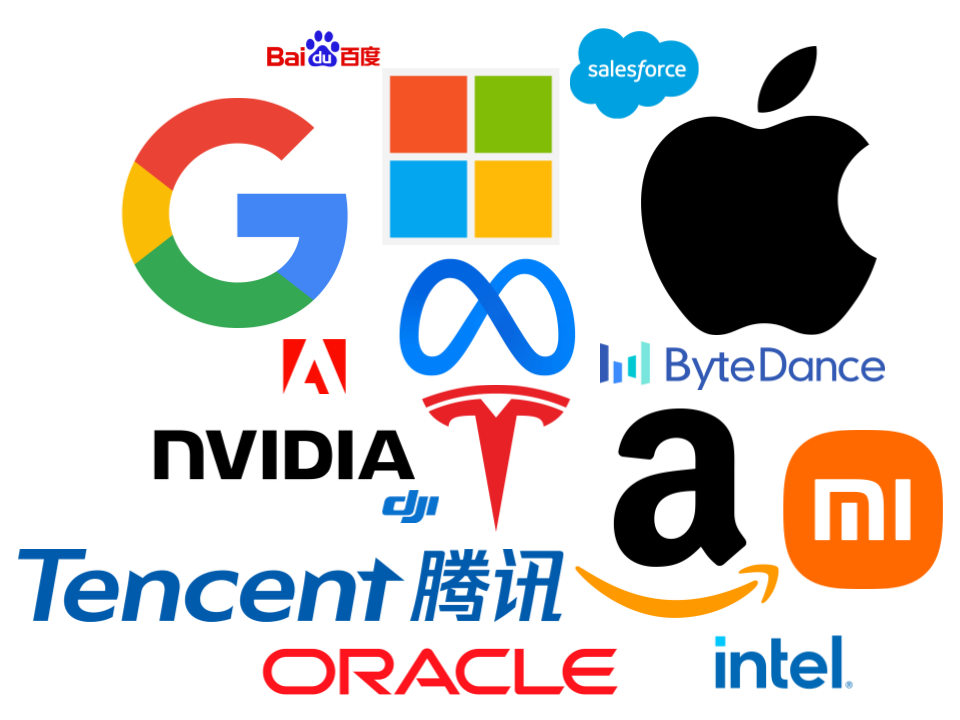
قد يكون لشركات التكنولوجيا الكبرى مصلحة تجارية في تعزيز رواية الحرب الباردة للذكاء الاصطناعي.

#### الولايات المتحدة

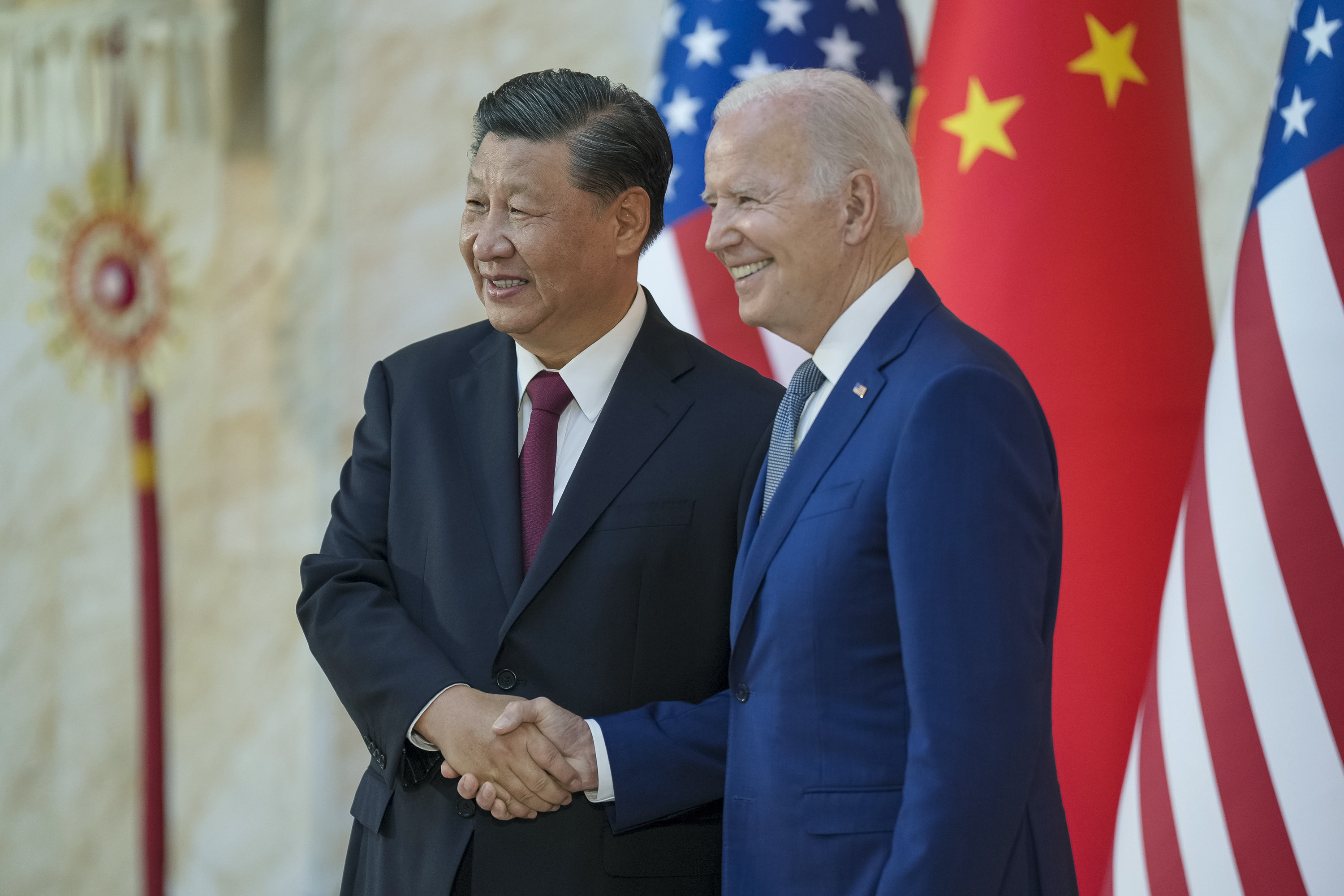
لقاء بين الرئيس الأمريكي جو بايدن ورئيس جمهورية الصين الشعبية شي جين بينج في عام 2022

## ردود الفعل